# Catenulopsora petreae
Catenulopsora petreae är en svampart som beskrevs av Pardo-Card. 2003. Catenulopsora petreae ingår i släktet Catenulopsora och familjen Phakopsoraceae.   Inga underarter finns listade i Catalogue of Life.